# Myoictis wavicus
Myoictis wavicus é uma espécie de marsupial da família Dasyuridae. Endêmica da Nova Guiné.
- Nome Popular: Dasyuro-de-Wau

- Nome Científico: Myoictis wavicus (Tate, 1947)

- Sinônimo do nome cientifico da espécie: Myoictis melas wavicus;

## Características
Esta espécie difere das outras porque os pelos na cauda são poucos, a pelagem é macia de cor castanho acinzentado e três  listras negras espinhal. É a menor espécie mede cerca de 17–18 cm e pesa 110-135 gramas. As fêmeas tem 4 tetas;
Nota: Considerado sinônimo de Myoictis melas por alguns autores, mas, considerado distinto após estudos genéticos por Woolley em 2005;

## Hábitos alimentares
Alimentam-se de aves, insetos, répteis e anfíbios;

## Habitat
É encontrado em florestas de montanhas até 975-1810 m de altitude no lado norte da cordilheira central de Papua-Nova Guiné;

## Distribuição Geográfica
- Wau, Papua-Nova Guiné;